# Zygodon brevipes
Zygodon brevipes är en bladmossart som beskrevs av C. Müller 1897. Zygodon brevipes ingår i släktet ärgmossor, och familjen Orthotrichaceae. Inga underarter finns listade i Catalogue of Life.